# ラン・フォー・ユア・ワイフ
『ラン・フォー・ユア・ワイフ』(英語: Run for Your Wife) は、1983年レイ・クーニー作の喜劇である。

## プロット
ジョン・スミスはロンドンのタクシー運転手で、ストリーサムの妻とウィンブルドンの妻の2人の妻を持ち、非常に正確に計画されたスケジュールで両方の生活をやりくりしている。
スミスが強盗に遭って病院に入院したことで問題が起きる。ストリーサム警察とウィンブルドン警察の両方が事件を捜査することになる。スケジュールが狂ったスミスは、ウィンブルドンの家の二階に住む怠惰な寝坊の隣人の助けを借りながら、二人の妻と二人の不審な警察官に自分のことを説明する絶望的な状態に陥る。

## 参考資料
- ラン・フォー・ユア・ワイフ - インターネット・ブロードウェイ・データベース（英語）
- The Stage review of a November 2007 production at Sonning Mill.　2012年3月19日のアーカイブ